# TýTý pro sportovního moderátora
Týtý pro sportovního moderátora je jedna z kategorií cen TýTý, ve které jsou oceňováni moderátoři a moderátorky sportovních pořadů. Cena v této kategorie se udělovala od samého začátku udělování cen pod názvem Sportovní komentátor až do roku 2005. Od roku 2005 nebyla cena v této kategorii udělována. V roce 2011 se kategorie vrátila pod názvem Sportovní moderátor.
Nejvíce oceněným v této kategorii je Pavel Poulíček, který si převzal celkem sedm cen.

## Ocenění

### Sportovní komentátor
Jména jsou vypsána v pořadí, ve kterém skončili v diváckém hlasování.
| Rok  | Jméno             | Stanice        |
| ---- | ----------------- | -------------- |
| 1991 | Petr Vichnar      | ČST            |
| 1991 | Jakub Bažant      | ČST            |
| 1991 | Štěpán Škorpil    | ČST            |
| 1991 | Robert Záruba     | ČST            |
| 1991 | Václav Svoboda    | ČST            |
| 1992 | Petr Vichnar      | ČST            |
| 1992 | Jakub Bažant      | ČST            |
| 1992 | Robert Záruba     | ČST            |
| 1992 | Václav Svoboda    | ČST            |
| 1992 | Pavel Čapek       | ČST            |
| 1993 | Petr Vichnar      | Česká televize |
| 1993 | Robert Záruba     | Česká televize |
| 1993 | Jaromír Bosák     | Česká televize |
| 1993 | Jakub Bažant      | Česká televize |
| 1993 | Pavel Čapek       | Česká televize |
| 1994 | Petr Vichnar      | Česká televize |
| 1994 | Pavel Poulíček    | Nova           |
| 1994 | Jaromír Bosák     | Česká televize |
| 1994 | Robert Záruba     | Česká televize |
| 1994 | Václav Tittelbach | Nova           |
| 1995 | Petr Vichnar      | Česká televize |
| 1995 | Pavel Poulíček    | Nova           |
| 1995 | Renata Dlouhá     | Nova           |
| 1995 | Robert Záruba     | Česká televize |
| 1995 | Václav Tittelbach | Nova           |
| 1996 | Pavel Poulíček    | Nova           |
| 1996 | Petr Vichnar      | Česká televize |
| 1996 | Renata Dlouhá     | Nova           |
| 1996 | Václav Tittelbach | Nova           |
| 1996 | Robert Záruba     | Česká televize |
| 1997 | Pavel Poulíček    | Nova           |
| 1997 | Petr Vichnar      | Česká televize |
| 1997 | Robert Záruba     | Česká televize |
| 1997 | Václav Tittelbach | Nova           |
| 1997 | Jaromír Bosák     | Česká televize |
| 1998 | Pavel Poulíček    | Nova           |
| 1998 | Petr Vichnar      | Česká televize |
| 1998 | Robert Záruba     | Česká televize |
| 1998 | Nicol Lenertová   | Nova           |
| 1998 | Václav Tittelbach | Nova           |
| 1999 | Pavel Poulíček    | Nova           |
| 1999 | Petr Vichnar      | Česká televize |
| 1999 | Robert Záruba     | Česká televize |
| 1999 | Václav Tittelbach | Nova           |
| 1999 | Jana Nováková     | Nova           |
| 2000 | Pavel Poulíček    | Nova           |
| 2000 | Petr Vichnar      | Česká televize |
| 2000 | Robert Záruba     | Nova           |
| 2000 | Jana Nováková     | Nova           |
| 2000 | Vojtěch Bernatský | Česká televize |
| 2001 | Pavel Poulíček    | Nova           |
| 2001 | Petr Vichnar      | Česká televize |
| 2001 | Robert Záruba     | Česká televize |
| 2001 | Jana Nováková     | Nova           |
| 2001 | Václav Tittelbach | Nova           |
| 2002 | Pavel Poulíček    | Nova           |
| 2002 | Petr Vichnar      | Česká televize |
| 2002 | Robert Záruba     | Česká televize |
| 2002 | Jana Nováková     | Nova           |
| 2002 | Vojtěch Bernatský | Česká televize |
| 2003 | Robert Záruba     | Česká televize |
| 2003 | Pavel Poulíček    | Nova           |
| 2003 | Petr Vichnar      | Česká televize |
| 2003 | Vojtěch Bernatský | Česká televize |
| 2003 | Jana Nováková     | Nova           |
| 2004 | Robert Záruba     | Česká televize |
| 2004 | Vojtěch Bernatský | Česká televize |
| 2004 | Pavel Poulíček    | Nova           |
| 2004 | Petr Vichnar      | Česká televize |
| 2004 | Jana Nováková     | Nova           |

### Sportovní moderátor
Jména jsou uvedena v náhodném pořadí. Pokud jsou známé i ostatní pořadí v diváckém hlasování, jsou uvedené za jménem v závorce.
| Rok  | Jméno              | Stanice        |
| ---- | ------------------ | -------------- |
| 2011 | Vojtěch Bernatský  | Česká televize |
| 2011 | Robert Záruba (2.) | Česká televize |
| 2011 | Jaromír Bosák (3.) | Česká televize |
| 2011 | Martin Pouva       | Nova           |
| 2011 | Václav Tittelbach  | Nova           |
| 2012 | Vojtěch Bernatský  | Česká televize |
| 2012 | Petr Suchoň (2.)   | Nova           |
| 2012 | Robert Záruba (3.) | Česká televize |
| 2012 | Jaromír Bosák      | Česká televize |
| 2012 | Petr Vichnar       | Česká televize |
| 2013 | Vojtěch Bernatský  | Česká televize |
| 2013 | Robert Záruba (2.) | Česká televize |
| 2013 | Jaromír Bosák (3.) | Česká televize |
| 2013 | Michal Hrdlička    | Nova           |
| 2013 | Petr Suchoň        | Nova           |
| 2014 | Vojtěch Bernatský  | Česká televize |
| 2014 | Robert Záruba (2.) | Česká televize |
| 2014 | Jaromír Bosák (3.) | Česká televize |
| 2014 | Jan Smetana        | Česká televize |
| 2014 | Petr Vichnar       | Česká televize |

## Počet cen dle stanice
- Česká televize – 11 (z toho 2 ČST)
- Nova – 7

## Počet cen dle oceněných
7 cen
- Pavel Poulíček

5 cen
- Petr Vichnar

4 ceny
- Vojtěch Bernatský

2 ceny
- Robert Záruba